# Scopula albiceraria
Scopula albiceraria là một loài bướm đêm trong họ Geometridae.